# Сулігете
Сулігете (рум. Sulighete) — село у повіті Хунедоара в Румунії. Входить до складу комуни Шоймуш.
Село розташоване на відстані 309 км на північний захід від Бухареста, 13 км на північний захід від Деви, 107 км на південний захід від Клуж-Напоки, 124 км на схід від Тімішоари.

## Населення
За даними перепису населення 2002 року у селі проживали 330 осіб, усі — румуни. Усі жителі села рідною мовою назвали румунську.